# Rio Corbu (Sebeş)
O Rio Corbu é um rio da Romênia, afluente do Sebeş, localizado no distrito de Braşov.